# Вулиця Свободи (Харків)
Вулиця Свободи — вулиця міста Харкова, розташована в Київському адміністративному районі. Починається від Сумської вулиці в районі майдану Свободи і йде на південний схід до вулиці Григорія Сковороди. Перетинається з вулицями Мироносицькою, Чернишевською, Алчевських.

## Історія і назва
Вулиця виникла на поч. 1870-х років. Забудова почалась від колишнього ветеринарного інституту (нині Палац дитячої та юнацької творчості, вул. Сумська, 37) до поєднання з колишнім Сомівським провулком, і вулиця, що утворилась таким чином, отримала назву Ветеринарної. Селились на ній переважно представники достатньо заможніх верств населення.
У 1927 р. вулиці присвоїли ім'я А. В. Іванова, радянського партійного діяча. 17 травня 2016 р. вулицю Іванова було перейменовано у вулицю Свободи у зв'язку з декомунізацією в Україні.

## Будинки
- Буд. № 7/9 — пам'ятка архітектури Харкова, АТС, 1930—1932 рр., арх. П. І. Фролов. Нині також АТС, Харківська філія «Укртелеком».
- Буд. № 8 — прибутковий будинок Масловського, пам'ятка архітектури, житловий будинок, 1911 р., арх. М. Л. Мелетинський. Знищена ракетним ударом під час боїв за Харків у 2022.[1]
- Буд. № 21 — Харківська загальноосвітня школа № 5.[2]
- Буд. № 23 — колишній будинок художника Євдокима Волошинова, який він будував для своєї родини. На початок 2022 року будівля занедбана.[3]
- Буд. № 24 — Пам. арх., житловий будинок, 1900 р., арх. І. Л. Марков.
- Буд. № 26/28 — Пам. арх., будівля Спільноти грамотності, 1894—1898 рр., арх. С. І. Загоскін. Нині Педіатричне відділення Дорожньої клінічної лікарні.
- Буд. № 27 — Східне державне підприємство геодезії, картографії, кадастру та геоінформатики.[4]
- Буд. № 35 — Колишня пам. арх. (виключена), особняк з огорожею поч. XX століття, можливе авторство арх. О. М. Гінзбурга. Колишня садиба дворян Мігріних.[5]

|  |  |  |  |